# Hulajnoga

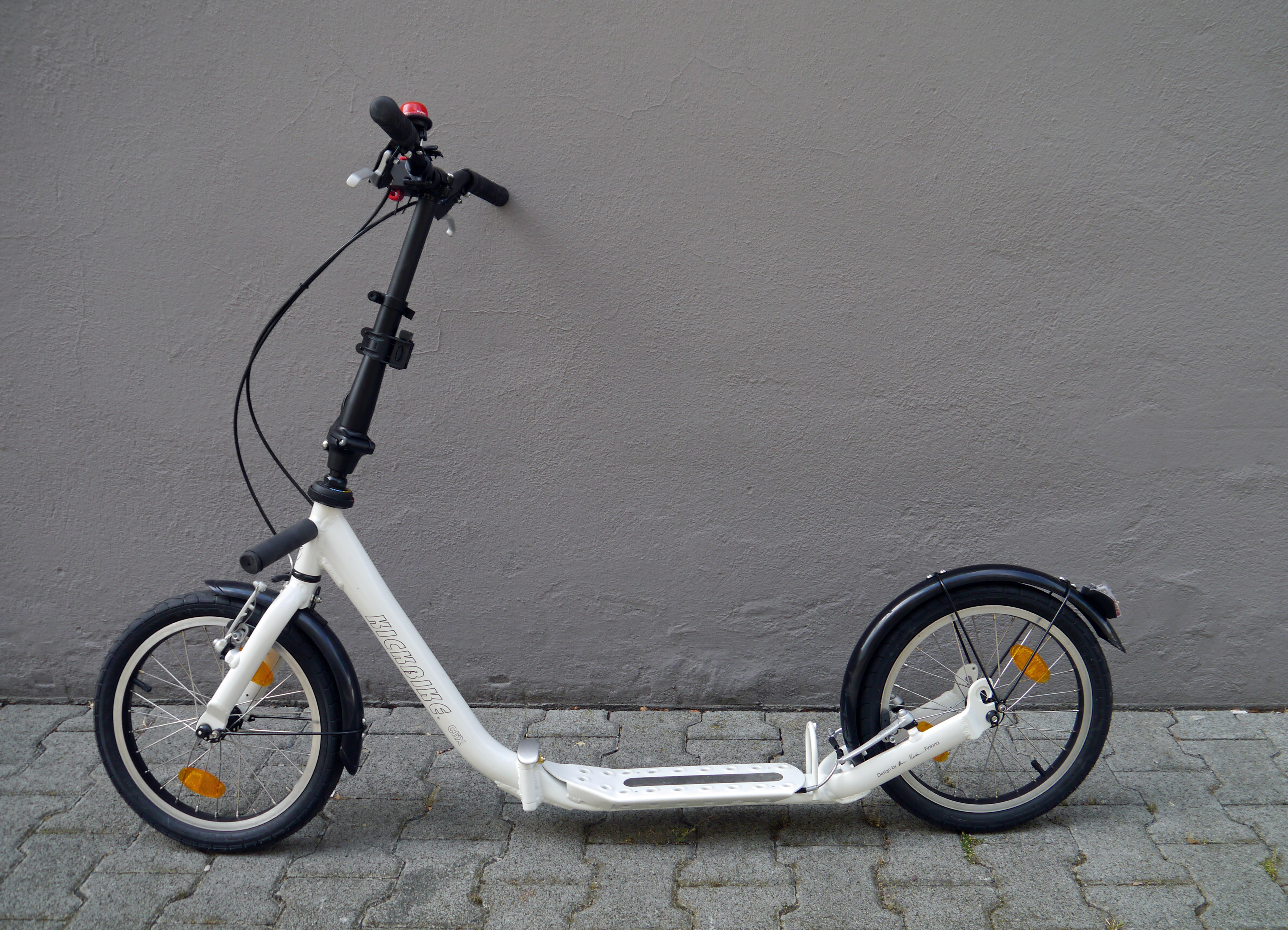
Hulajnoga do jazdy po drodze

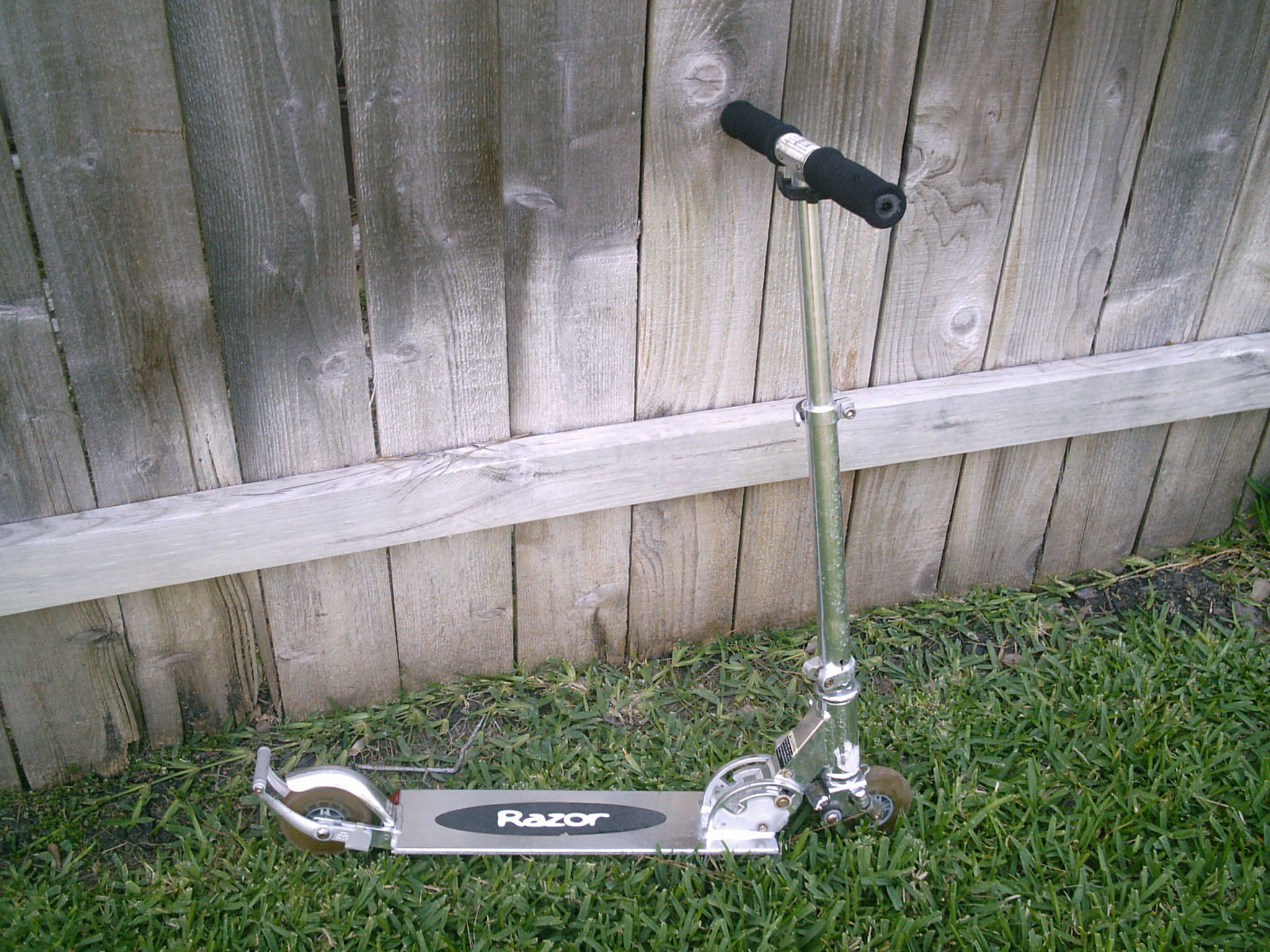
Hulajnoga

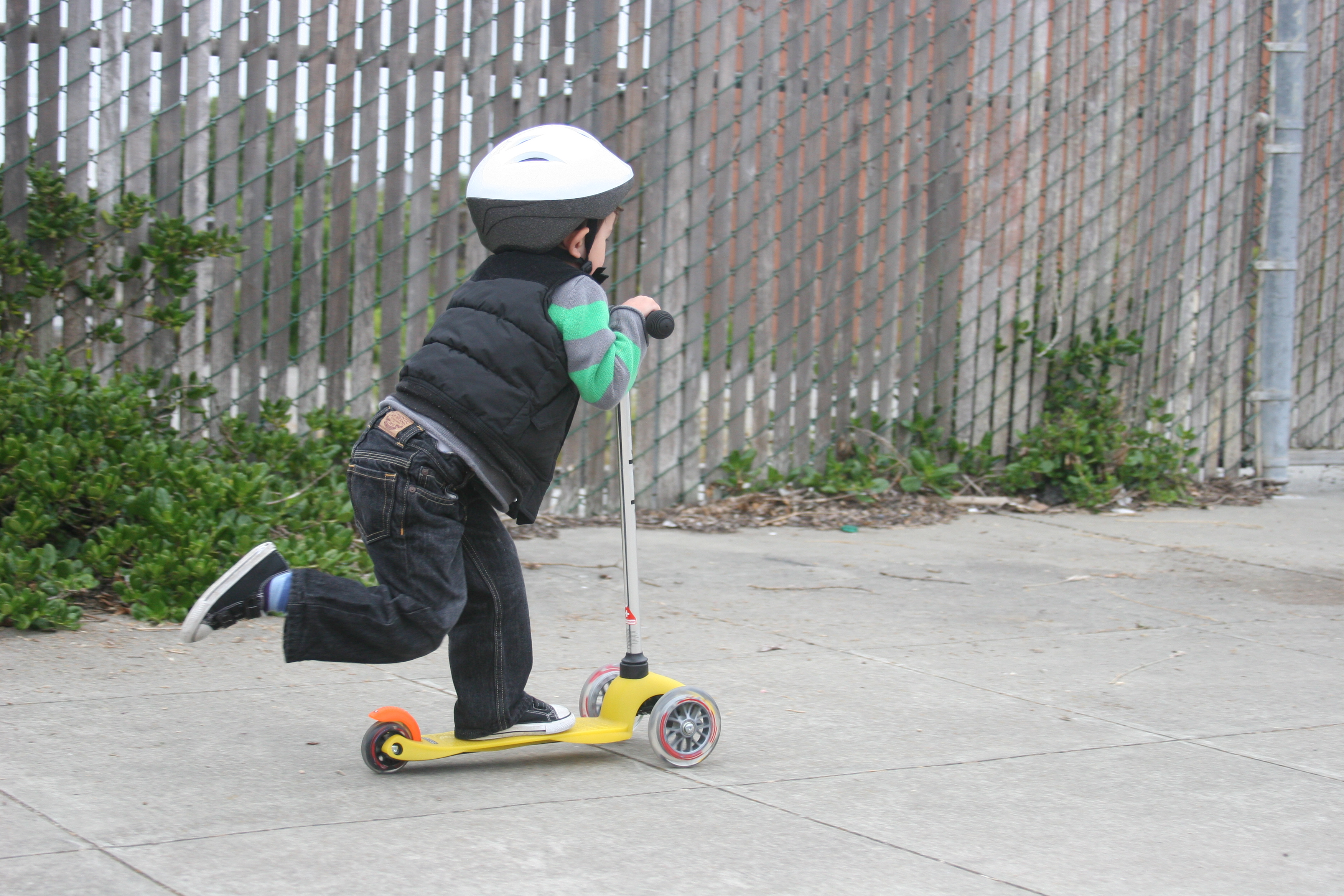
Osoba korzystająca z hulajnogi to hulajnogista

Hulajnoga – jedno- lub wieloosobowy pojazd dwu-, trój- lub czterokołowy. Najprostsza składa się z płaskiej, wąskiej platformy, na której końcach umieszczone są koła. Do przedniego koła przymocowana jest kierownica. Użytkownik hulajnogi stoi na platformie odpychając się jedną nogą od podłoża i kierując pojazdem przy pomocy kierownicy. Wyróżnia się hulajnogi zwykłe, elektryczne i wyczynowe.

## Korzystanie z dróg w Polsce
Przed 20 maja 2021 r. osoba korzystająca z hulajnogi traktowana była niekiedy błędnie jak pieszy. Korzystanie z hulajnóg wyposażonych w silnik było nieunormowane szczegółowo, a hulajnogi elektryczne były pojazdem odpowiadającym definicji ogólnej z art. 2 pkt 31 Prawa o ruchu drogowym. Wykazywały one podobieństwa do definicji motoroweru (pojazd dwu- lub trójkołowy zaopatrzony w silnik spalinowy o pojemności skokowej nieprzekraczającej 50 cm³ lub w silnik elektryczny o mocy nie większej niż 4 kW, którego konstrukcja ogranicza prędkość jazdy do 45 km/h), a jednocześnie nie posiadały wyposażenia, jakie powinien posiadać motorower, stosowano jednak do nich przepisy o motorowerach na zasadzie analogii.
Od 20 maja 2021 r. obowiązują przepisy o ruchu urządzeń transportu osobistego i hulajnóg elektrycznych. Zawarte są one w art. 33-33d Prawa o ruchu drogowym. Kierujący urządzeniem wspomagającym ruch (hulajnogą) jest obowiązany korzystać z drogi dla rowerów, jeżeli jest ona wyznaczona dla kierunku, w którym się porusza lub zamierza skręcić. Kierujący UWR, korzystając z drogi dla rowerów i pieszych, jest obowiązany zachować szczególną ostrożność i ustępować pierwszeństwa pieszemu. Może on korzystać z chodnika lub drogi dla rowerów, gdy nie ma drogi dla rowerów. Jeżeli z nich korzysta, jest obowiązany jechać z prędkością zbliżoną do prędkości pieszego, zachować szczególną ostrożność, ustępować pierwszeństwa pieszemu oraz nie utrudniać jego ruchu. Nie wolno też jeździć po alkoholu (w stanie po użyciu alkoholu i w stanie nietrzeźwości), nie wolno też przewozić zwierzęcia i ładunku.